# Mario Monti
Mario Monti (Varese, 19. ožujka 1943.) je talijanski ekonomist, akademik i senator. Obnašao je funkciju premijera republike Italije od 16. studenog 2011. do 28. travnja 2013.